# Blackburnium sloanei
Blackburnium sloanei är en skalbaggsart som beskrevs av Blackburn 1888. Blackburnium sloanei ingår i släktet Blackburnium och familjen Bolboceratidae. Inga underarter finns listade.